# U-19-Fußball-Asienmeisterschaft der Frauen 2013
Bei der U-19-Fußball-Asienmeisterschaft der Frauen 2013 handelt es sich um die siebte Auflage der U-19-Fußball-Asienmeisterschaft der Frauen. Neben den für das Turnier gesetzten fünf bestplatzierten Mannschaften des vorangegangenen Turniers, der U-19-Fußball-Asienmeisterschaft der Frauen 2011, konnte sich die Mannschaft aus Myanmar in zwei vorgelagerten Qualifikationsrunden als sechstes Team für die Endrunde qualifizieren.

## Finalrunde

### Spielort
Gastgebende Stadt war Nanjing, Hauptstadt und Metropole der Provinz Jiangsu. Die Endrundenspiele wurden in folgenden Stadien ausgetragen: Jiangning Sports Center und Jiangsu Football Training Centre Stadium.

### Turniermodus
Das Turnier wurde in der Zeit vom 11. bis 20. Oktober 2013 im Turniermodus in Form eines Rundenturniers ausgetragen. Die drei bestplatzierten Mannschaften sind für die U-20-Fußball-Weltmeisterschaft der Frauen 2014 qualifiziert.
Die Platzierung der Mannschaften ergab sich dabei in folgender Reihenfolge:
1. Anzahl Punkte (Sieg: 3 Punkte; Unentschieden: 1 Punkt; Niederlage: 0 Punkte),
2. bei Punktgleichheit der direkte Vergleich zwischen den betreffenden Mannschaften,
3. bei Punktgleichheit im direkten Vergleich die Tordifferenz aus allen Gruppenspielen – entscheidend für die Platzierung von China und Japan
4. bei gleicher Tordifferenz die Anzahl der erzielten Tore aus allen Gruppenspielen – nicht mehr relevant
5. Fairplaywertung, für die die Anzahl der gelben, gelb-roten und roten Karten als Kriterium herangezogen wird – nicht mehr relevant
6. das Los (wurde nicht benötigt).

### Spiele und Ergebnisse
| Pl. | Land       | Sp. | S | U | N | Tore    | Diff. | Punkte |
| --- | ---------- | --- | - | - | - | ------- | ----- | ------ |
| 1.  | Südkorea   | 5   | 4 | 1 | 0 | 015:400 | +11   | 13     |
| 2.  | Nordkorea  | 5   | 3 | 1 | 1 | 010:400 | +6    | 10     |
| 3.  | China      | 5   | 2 | 2 | 1 | 014:600 | +8    | 08     |
| 4.  | Japan      | 5   | 2 | 2 | 1 | 011:400 | +7    | 08     |
| 5.  | Australien | 5   | 1 | 0 | 4 | 006:120 | −6    | 03     |
| 6.  | Myanmar    | 5   | 0 | 0 | 5 | 000:260 | −26   | 0      |

|                  |   |            |           |
| 11. Oktober 2013 |   |            |           |
| Japan            | – | Myanmar    | 7:0 (5:0) |
| 11. Oktober 2013 |   |            |           |
| Nordkorea        | – | Australien | 6:2 (2:1) |
| 11. Oktober 2013 |   |            |           |
| China            | – | Südkorea   | 2:2 (1:0) |
| 13. Oktober 2013 |   |            |           |
| Nordkorea        | – | China      | 1:0 (1:0) |
| 13. Oktober 2013 |   |            |           |
| Südkorea         | – | Myanmar    | 7:0 (5:0) |
| 13. Oktober 2013 |   |            |           |
| Australien       | – | Japan      | 0:2 (0:0) |
| 15. Oktober 2013 |   |            |           |
| Australien       | – | China      | 1:2 (0:0) |
| 15. Oktober 2013 |   |            |           |
| Japan            | – | Südkorea   | 0:2 (0:0) |
| 15. Oktober 2013 |   |            |           |
| Myanmar          | – | Nordkorea  | 0:2 (0:1) |
| 18. Oktober 2013 |   |            |           |
| Südkorea         | – | Nordkorea  | 2:1 (2:0) |
| 18. Oktober 2013 |   |            |           |
| Myanmar          | – | Australien | 0:2 (0:0) |
| 18. Oktober 2013 |   |            |           |
| China            | – | Japan      | 2:2 (1:1) |
| 20. Oktober 2013 |   |            |           |
| Japan            | – | Nordkorea  | 0:0       |
| 20. Oktober 2013 |   |            |           |
| Myanmar          | – | China      | 0:8 (0:6) |
| 20. Oktober 2013 |   |            |           |
| Australien       | – | Südkorea   | 1:2 (1:2) |

## Auszeichnungen
- MVP: Jang Sel-gi[3]
- Fair Play: China

## Qualifiziert für die U-20-WM der Frauen 2014
Für die U-20-Fußball-Weltmeisterschaft der Frauen 2014 haben sich folgende Nationen qualifiziert:
- China
- Nordkorea
- Südkorea